# Dominique de La Motte
Dominique Gourlez de la Motte, né le 20 septembre 1925 à Velles (Indre) et mort le 17 février 2018 à Versailles, est un général de corps d'armée et écrivain français.

## Biographie

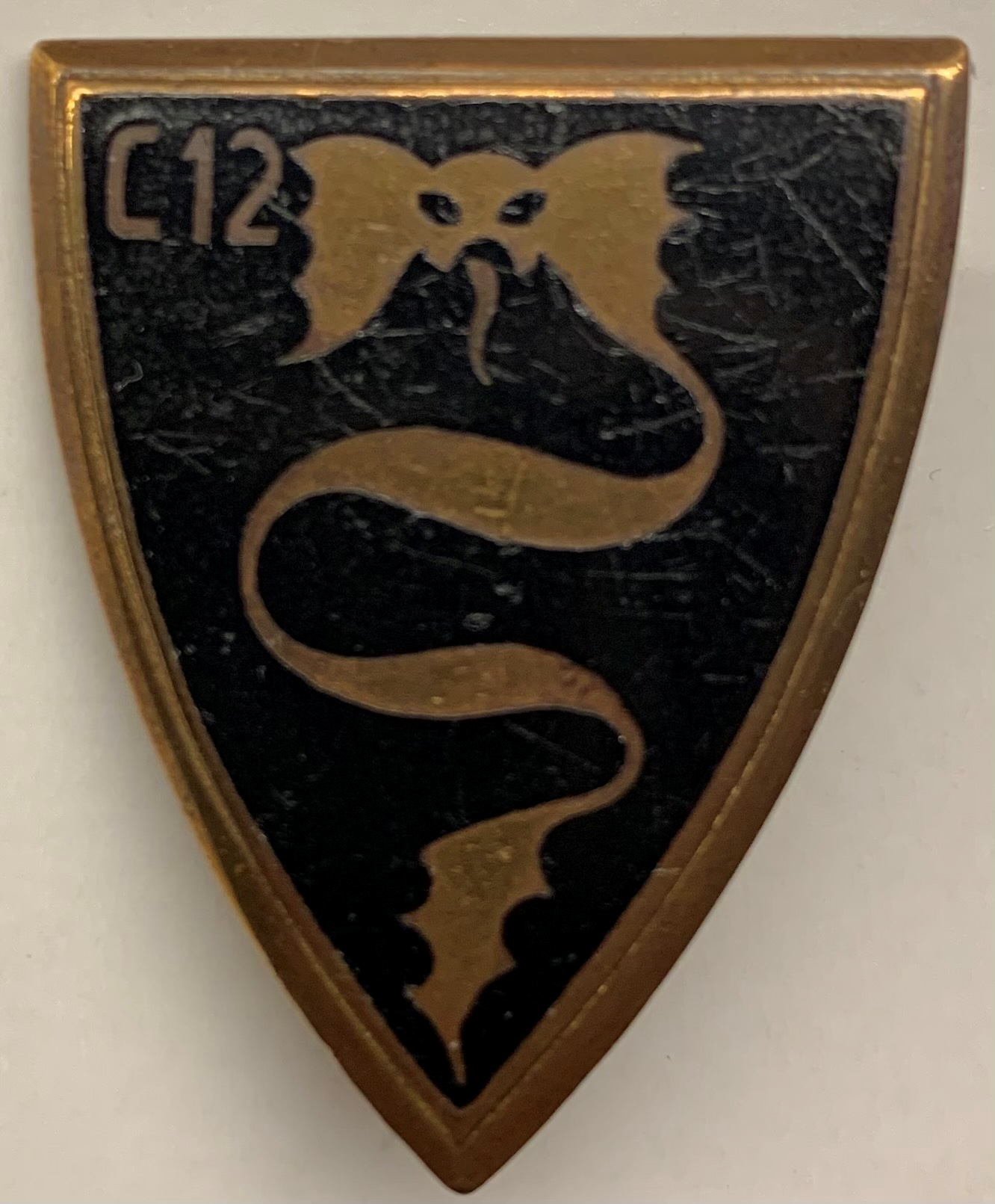
Insigne du Commando 12 commandé par Dominique de La Motte de février 1951 à juin 1952 en Indochine française, dessiné par lui-même et fabriqué par la maison Drago.

Ancien élève de Saint-Cyr (1945-1947), promotion du Nouveau Bahut, Dominique Gourlez de la Motte effectue deux séjours en Indochine de 1949 à 1955, d'abord lieutenant, commandant une unité essentiellement composée de supplétifs, le commando 12 dont il a dessiné l'insigne, de 1951 à 1952, expérience longuement évoquée dans son livre De l'autre côté de l'eau : Indochine, 1950-1952, puis d'un escadron blindé.
Promu capitaine, il est instructeur à l'École d'application de l'arme blindée et de la cavalerie de Saumur de 1956 à 1959.
De 1959 à 1962, il part en Algérie et commande un escadron à pied autour de Constantine. 
De 1962 à 1964, il sert à l'état-major de la 11e brigade mécanisée des Forces françaises en Allemagne. En 1964, il est admis à l'École supérieure de guerre.
Il commande le 12e régiment de cuirassiers (1968-1970).
Ensuite, il sert au Centre d'études tactiques (1970-1973), puis devient auditeur au Centre des hautes études militaires (1973-1974), avant de devenir adjoint de l'inspecteur général de l'armée de terre. Il commande la 16e brigade mécanisée (1975-1977).
Il est désigné général commandant l'École d'application de l'arme blindée et de la cavalerie de Saumur (1979-1981). En 1981, il devient adjoint au général gouverneur militaire de Strasbourg commandant la 1ère armée. Il est promu général de corps d'armée le 1er janvier 1982 et prend peu après le commandement de la 4e région militaire jusqu’en septembre 1985, date de son passage dans la deuxième section des officiers généraux.

## Famille
Le général de la Motte est le fils de Pierre Gourlez de la Motte (°vers 1870) et de Jacqueline Chilhaud- Dumaine (1890-1963) et l'arrière-arrière-petit-fils du baron d'Empire Auguste Étienne Marie Gourlez de Lamotte (1772-1836), général français de la Révolution.
Avec son épouse Dominique du Pont de Ligonnès, il est père de sept enfants, dont deux sont officiers généraux : le général Olivier Gourlez de La Motte (Aviation légère de l'Armée de terre) et l'amiral Stanislas Gourlez de La Motte.

## Décorations
- Commandeur de la Légion d'honneur
- Grand-croix de l'ordre national du Mérite
- Croix de guerre des Théâtres d'opérations extérieurs
- Croix de la Valeur militaire

## Œuvres
- De l'autre côté de l'eau : Indochine, 1950-1952, éd. Tallandier, coll. « Archives contemporaines », 2009.
- De l'autre côté de l'eau : Indochine, 1950-1952, éd. Tallandier, coll. « Texto », 6 février 2020.  (ISBN 979-1021042452)

### Sources
- article dans l'Opinion
- Article dans communauté francophone catholique
- Article dans l'Histoire en rafale
- Généalogie sur geneanet